# Margarethe von Stengel
Margarete Elisabeth Freiin von Stengel (* 10. Februar 1898 in München; † 20. September 1981 Reutte in Tirol) war führendes Mitglied in dem als Harnier-Kreis bezeichneten monarchistischen Widerstandskreis gegen den Nationalsozialismus.

## Biografie
Von Stengel war die Tochter von Hermann Karl Freiherr von Stengel und stammte über ihre Mutter Elisabeth Emilie aus der Verlegerfamilie Oldenburg. Die Bildhauerin gehörte von Anfang an dem später als Harnier-Kreis bezeichneten Widerstandskreis gegen den Nationalsozialismus an. 1935 wurde sie wegen Vorbereitung zum Hochverrat verdächtigt und verhaftet, u. a. weil sie zu Mitgliedern des bereits verbotenen Bayerischen Heimat- und Königsbundes Kontakt hielt und getarnte Zusammenkünfte ermöglichte. Sie wurde jedoch bald wieder freigelassen. 1939 wurden dann fast alle Mitglieder des Widerstandskreises verhaftet. Von Stengel wurde 1944 zu einer mehrjährigen Zuchthausstrafe verurteilt, aber bald darauf freigelassen.